# Prononciation de th en anglais
En anglais, le digramme ‹ th › renvoie essentiellement à l'un des deux phonèmes suivants, obtenus en plaçant la langue entre les dents,, : 
- la consonne fricative dentale sourde [θ], apparenté à un sifflement de serpent ;

- la consonne fricative dentale voisée [ð], proche du bourdonnement d'abeille.

## La consonne fricative dentale: sourde ou voisée?

### ‹th›consonne sourde: [θ]
La prononciation de  ‹ th › est sourde principalement dans : 
- les verbes, noms, adjectifs et préposition en th- ;
- les noms en -th.

#### Les verbes, noms, adjectifs et préposition enth-
- Verbes : to thank/thanked/thanked (remercier), to thaw/thawed/thawed (dégeler), to thin/thined/thined (délayer), to think/thought/thought (penser), to thread/threaded/threaded (enfiler), to threaten/threatened/threatened (menacer), to thrill/thrilled/thrilled (frissonner), thrive/throve/thriven (prospérer), to throw/threw/thrown (jeter), thrust/thrust/thrust (enfoncer).
- Noms/adjectifs : thanks (remerciements), thaw (dégel), theatre, theft (vol), theme (thème), theory, therapy, thick (épais), thief (voleur), thin (fin), thing (chose), thirst (soif), thorn (épine), thorough (minutieux), thought (pensée), thousand (mille), thread (fil), threat (menace), three (trois), threshold (seuil), throat (gorge),  thumb (pouce), thug (voyou), thunder (tonnerre), Thursday (jeudi);
- Prépositions : through (à travers).

#### Les noms en-th
aftermath (conséquences), bath (bain), beneath (dessous), birth (naissance), both (les deux), breath (souffle), cloth (tissu), death (mort), depth (profondeur), earth (terre), faith (foi), forth (en avant), fourth (quatrième), growth (croissance), health (santé), length (longueur), month (mois), math (mathématiques US), mouth (bouche), moth (mite), myth, north (nord), path (chemin), south (sud), strength (force), teeth (dents), tooth (dent), thrill (frisson), truth (vérité), underneath (en dessous), wealth (richesse), width (largeur), worth (valeur), youth (jeunesse)

#### Les mots décomposés enth-ou-th
bathroom (salle de bain), birthday (anniversaire), something (quelque chose)

#### Le emprunts lexicaux en-th-
anthem (hymne), athlete, authentic, author, authority, catholic, enthusiasm, ethics, ethnic, hypothesis, lethal, marathon, mathematics, method, panther, pathetic, sympathy, synthesis,

### ‹th›consonne voisée: [ð]
La prononciation de ‹ th › est voisée principalement dans : 
- les articles, pronoms, adverbes et conjonctions en th- ;
- les mots en -ther.

#### Les articles et pronoms enth-
that, the, their, them, these, they, this

#### Les adverbes et conjonctions enth-
than, then, thence (de là), there, thereby (ainsi), therefore (donc), though (bien que), thus (ainsi)

#### Les prépositions enth
with, within, without

#### Les mots en-ther
to bother (ennuyer), brother, either, farther (plus loin US), father, further (plus loin UK), to gather (recueillir), leather (cuir), mother, other, rather, to slither (glisser), to smother (étouffer), together, whether, to wither (dépérir)

#### Les verbes en-the
to bathe (prendre un bain), to breathe (respirer), to clothe (vêtir), to soothe (apaiser)

## Exceptions
Pour quelques mots, ‹ th › est prononcé ‹ t ›. La majorité de ces mots sont des noms propres :
- Kathmandu (la cité), [ˌkatmanˈduː] ;
- Thailand (le pays), [ˈtaɪ̯lænd] ou [ˈtaɪ̯lənd] ;
- Thame (Thame, affluent de la Tamise), [ˈteɪm] ;
- Thames (Tamise, le fleuve anglais), [tɛmz] ;
- Theresa (prénom féminin), [teˈʁeːza] ;
- Thomas (prénom masculin), [ˈtɒməs] ;
- thyme (thym), [ˈtaɪm].